# Hạ Long (zatoka)
Hạ Long (Vịnh Hạ Long wymowaⓘ) – zatoka w północnej części Wietnamu, odnoga Zatoki Tonkińskiej, leżąca w pobliżu miasta Hạ Long (ok. 164 km na południowy wschód od Hanoi). Zajmuje powierzchnię 1500 km², na której rozsianych jest ok. 1900 skalistych wysp i wysepek. Większość wysp ma formę wapiennych słupów wyłaniających się wysoko ponad powierzchnię wody. Wapienne podłoże sprzyja powstawaniu licznych jaskiń i grot. W rosnących tu lasach deszczowych występuje duża różnorodność świata zwierzęcego i roślinnego. W 1962 wietnamskie Ministerstwo Kultury, Sportu i Turystyki ustanowiło zatokę „pomnikiem krajobrazowym”. W 1994 UNESCO umieściło ją na swojej Liście Światowego Dziedzictwa.

## Warunki geograficzne
Hạ Long mieści się u ujścia rzeki Bạch Đằng do płytkich w tym miejscu wód Morza Południowochińskiego (6–10 m głębokości). Jedynie w miejscu starych koryt rzeki głębokość jest większa. W wyniku zalania istniejącego tu wcześniej wapiennego płaskowyżu doszło do powstania krajobrazu, na który składa się 1969 wysp, z których 989 zostało nazwanych. Na południu wyspy dochodzą do 100–200 m wysokości. We wschodniej części zatoki zbocza wysp są niemal pionowe. Szczyty zalanej wyżyny wyrastają na 50–100 m ponad poziom wody (stosunek wysokości do szerokości u ich podstawy sięga 6:1). Do zatoki przylegają podobne formy skalne na zachodzie (wyspy Cát Bà) oraz na wschodzie mniej znane wyspy zatoki Bái Tử Long.

## Klimat
Klimat zatoki Hạ Long jest ciepły z czterema porami roku. Cechą charakterystyczną jest pojawianie się cyklonów i burz tropikalnych w okresie jesiennym. Średnia temperatur waha się pomiędzy 19-25 °C a średnia opadów od 1600 do 1800 mm (najobfitsze deszcze występują w okresie lipiec-sierpień). Zima potrafi być chłodna i mglista. Średnia wilgotność powietrza sięga 84%. Z uwagi na liczne skały w zatoce, które osłabiają pływy morskie jej wody są zazwyczaj spokojne.

## Roślinność
Na roślinność obszarów wokół zatoki Hạ Long składają się głównie lasy tropikalne oraz mangrowce, w turkusowych wodach znajdują się również rafy koralowe. Lasy pokrywają większe wyspy (np. Ba Mùn), w szczególności mniej strome zbocza oraz miejsca gdzie podłoże składa się z laterytów. Prowadzone tu badania wykazały obecność 499 gatunków roślin charakterystycznych dla wapiennych gleb, z czego siedem stanowiły odmiany wcześniej nieznane. W rejonie zatoki wyróżnia się sześć ekosystemów (m.in. jaskiniowy, mangrowy, lagunowy, raf koralowych).

## Fauna
Według danych konferencji z 2003 r. w sprawie różnorodności biologicznej Hạ Long, na jej obszarze znajduje się 1847 gatunków zwierząt. Najbardziej znane z nich to rezusy, makaki, wiewiórki, łasice, iguany i antylopy. Również wody są obfite w liczne gatunki ryb.

## Historia
Na obszarze zatoki mieszczą się stanowiska archeologiczne datowane na okres 25 000-3000 lat wstecz. W Giáp Khẩu odkryto pozostałości po kulturze Hoà Bình, istniejącej tu 10 tys. lat temu. Miejsca takie jak: Tuần Châu, Ngọc Vừng, Cái Đám, Đông Naim i Cát Bà obfitują w liczne znaleziska z okresu neolitu i razem tworzą obszar nazywany niekiedy „kulturą Hạ Long”. Miasto Hạ Long było ważnym portem na szlaku handlowym pomiędzy Chinami, Japonią a krajami Azji Południowo-Wschodniej. Miały tu miejsce trzy słynne bitwy z chińskimi i mongolskimi najeźdźcami.

## Ludność
Populację chronionego obszaru zatoki szacuje się na ok. 2214 osób, z których większość mieszka na łodziach i bambusowych tratwach. Po wpisaniu tego miejsca na listę UNESCO rybacy byli zmuszani do jego opuszczenia, jednak udało im się obronić przed wysiedleniem na stały ląd. Dużym zagrożeniem dla wartości przyrodniczych regionu są przebiegające tędy szlaki morskie oraz działające w pobliżu kopalnie węgla kamiennego.

## Turystyka
Zatoka jest bardzo popularnym celem wycieczek samych Wietnamczyków, jak i turystów zagranicznych. W 1998 r. odwiedziło ją 300 tys. gości (z czego 38% stanowiły osoby spoza Wietnamu). W 2002 r. liczba ta wzrosła do 1,7 miliona. Popularnymi formami zwiedzania są łodzie oraz kajaki, Ponadto istnieje tu wiele miejsc nadających się do kąpieli i biwakowania. W mieście Hạ Long mieści się centrum informacji turystycznej oraz muzeum przyrodnicze. Rosnący ruch turystyczny pozostaje jednak pod stałą kontrolą ze względu na jego niekorzystne oddziaływanie na ekosystem Zatoki.

## Galeria

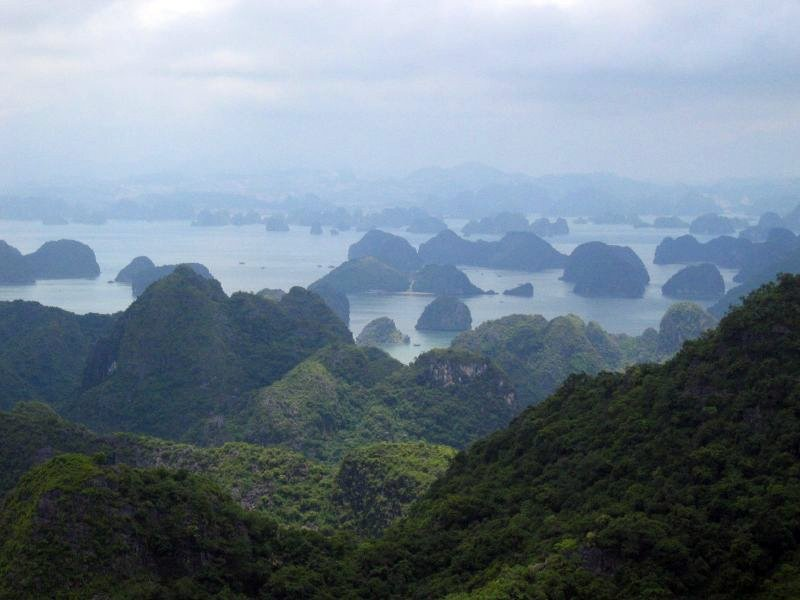
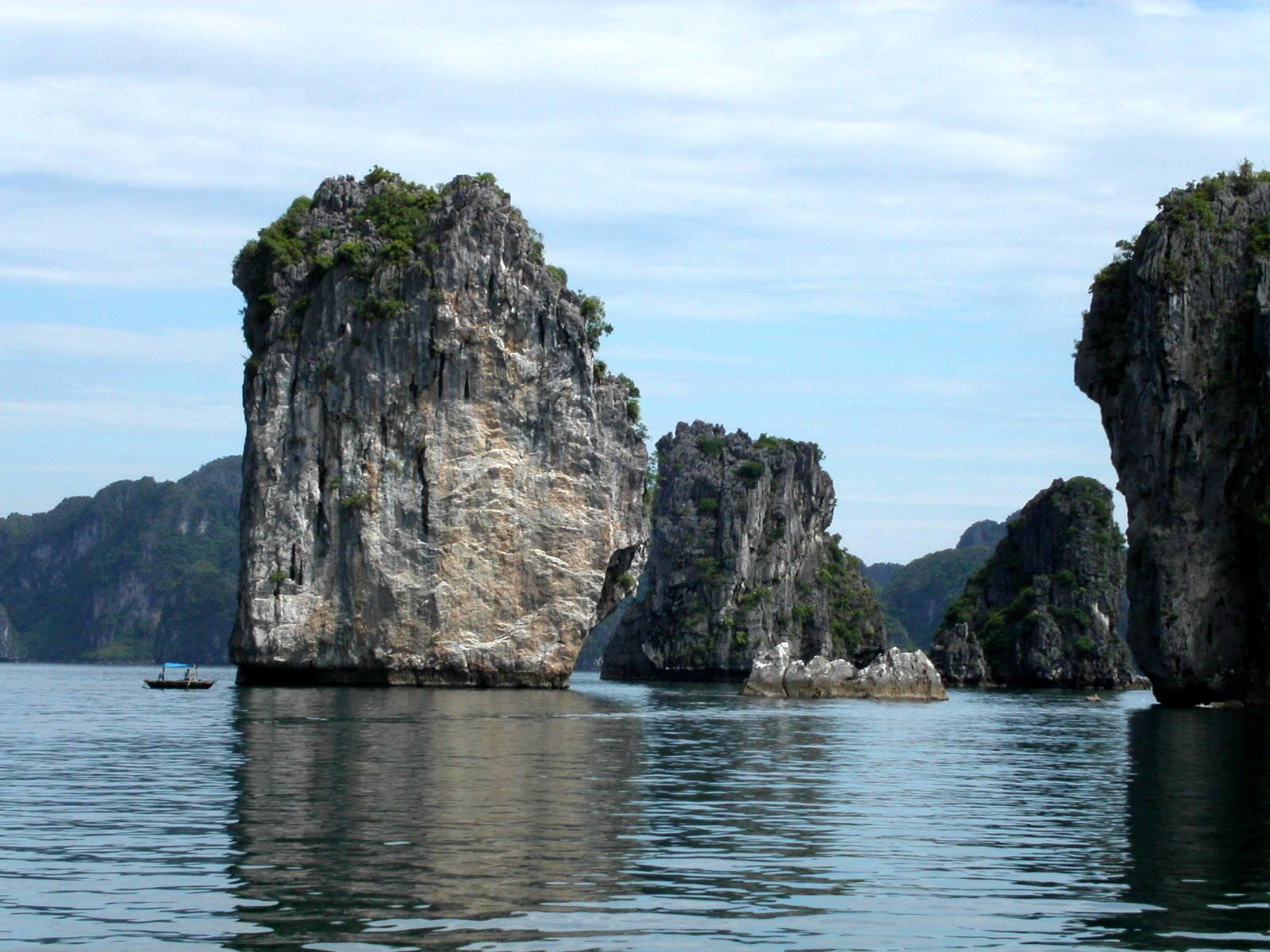
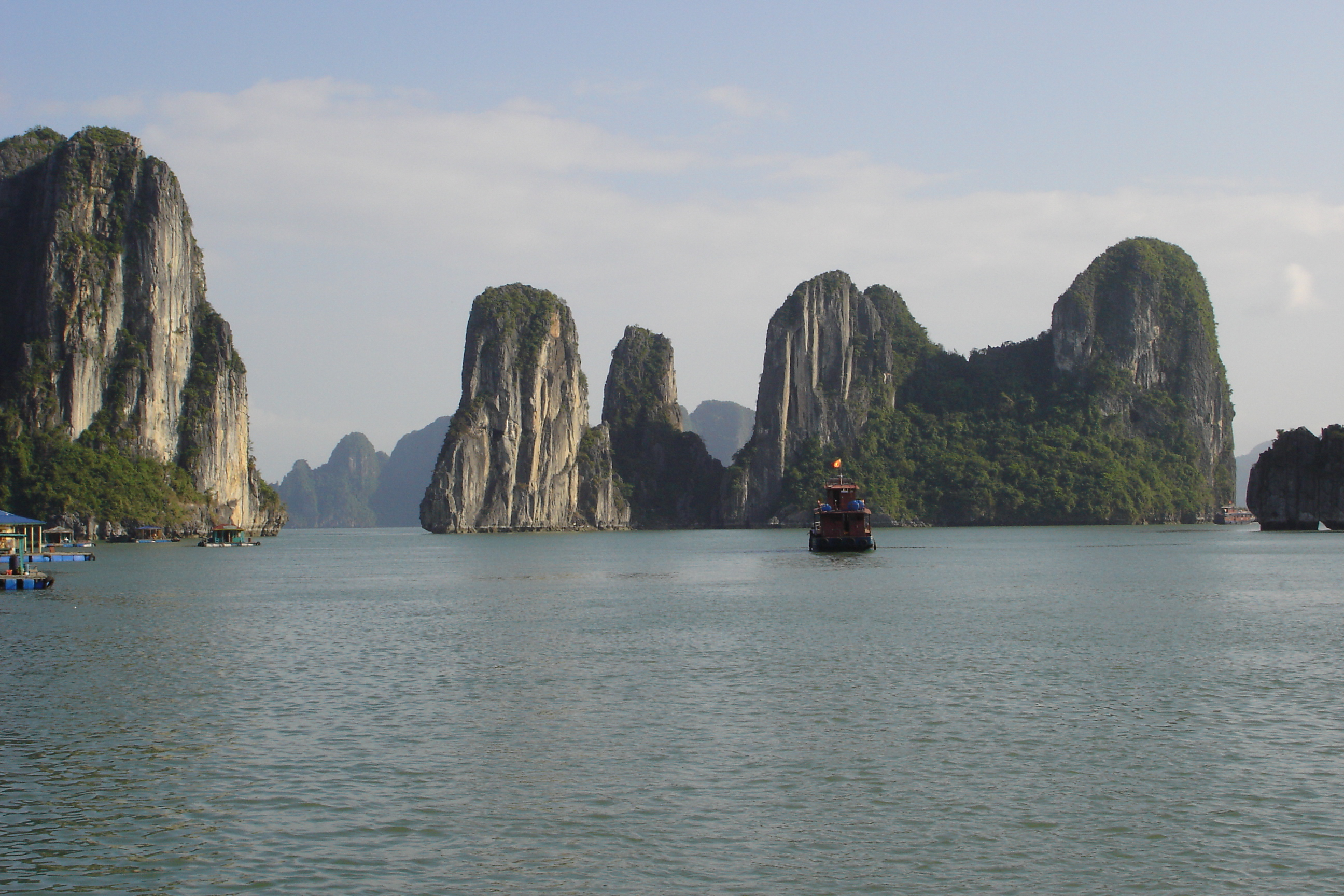
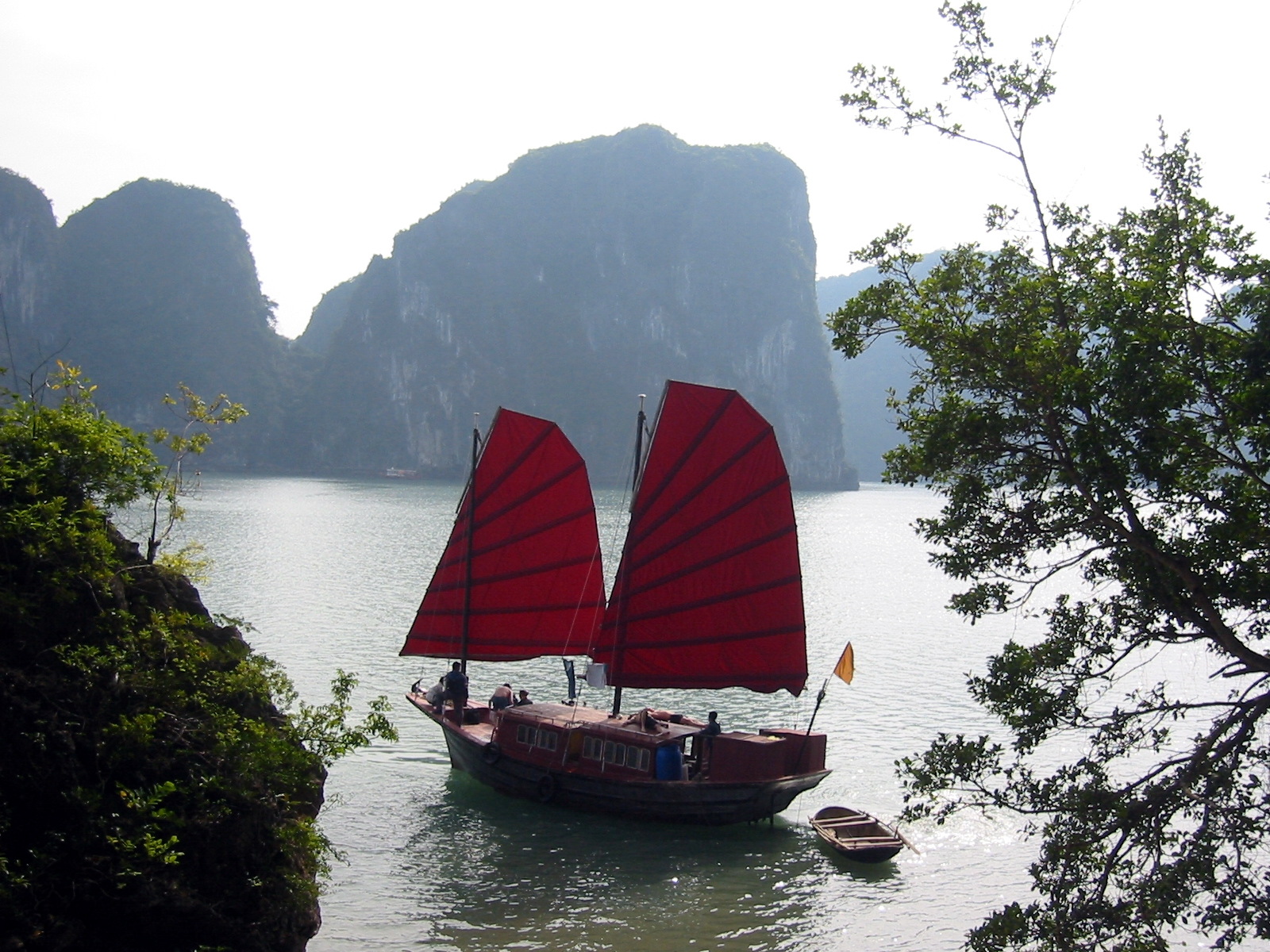
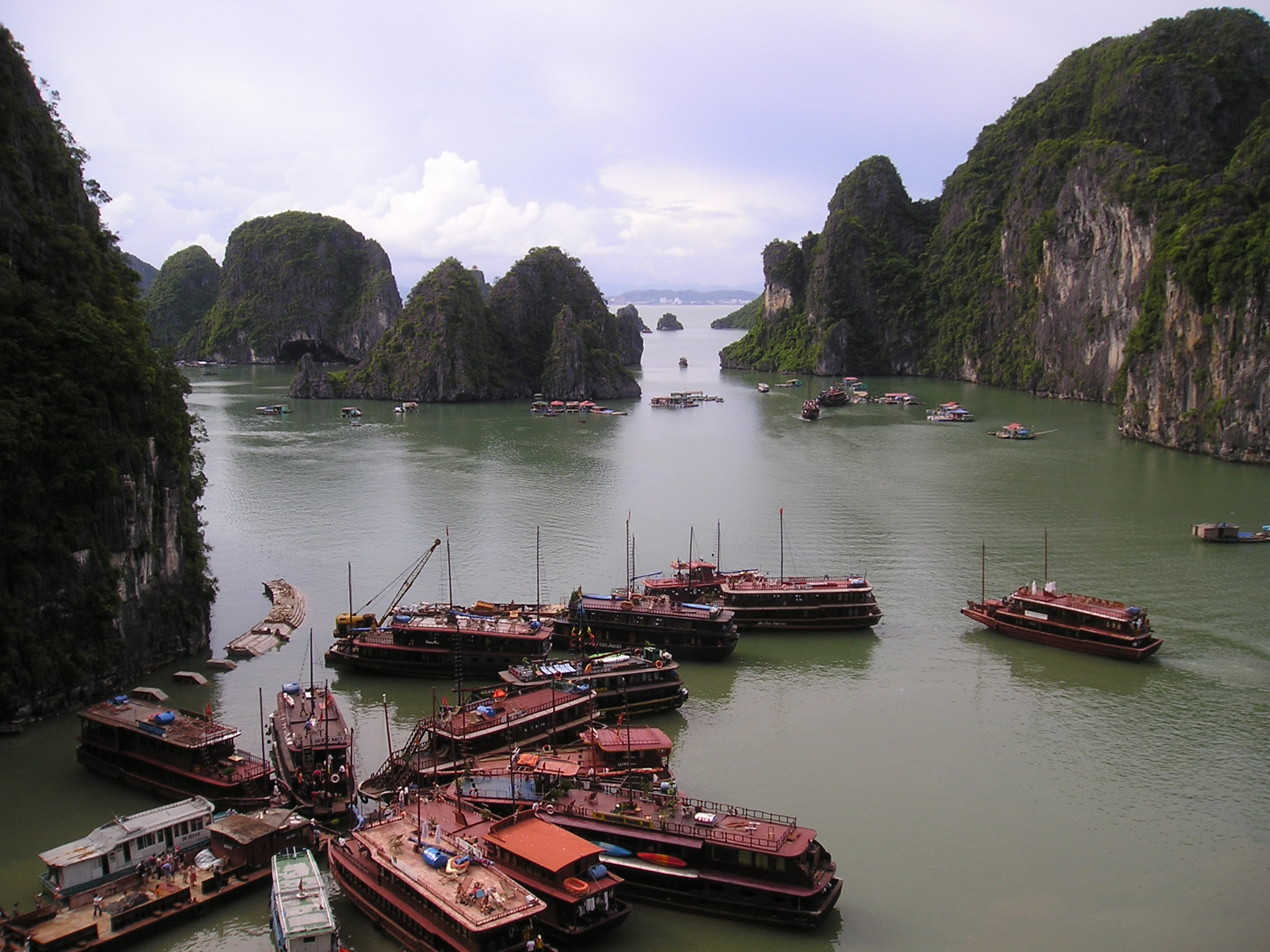
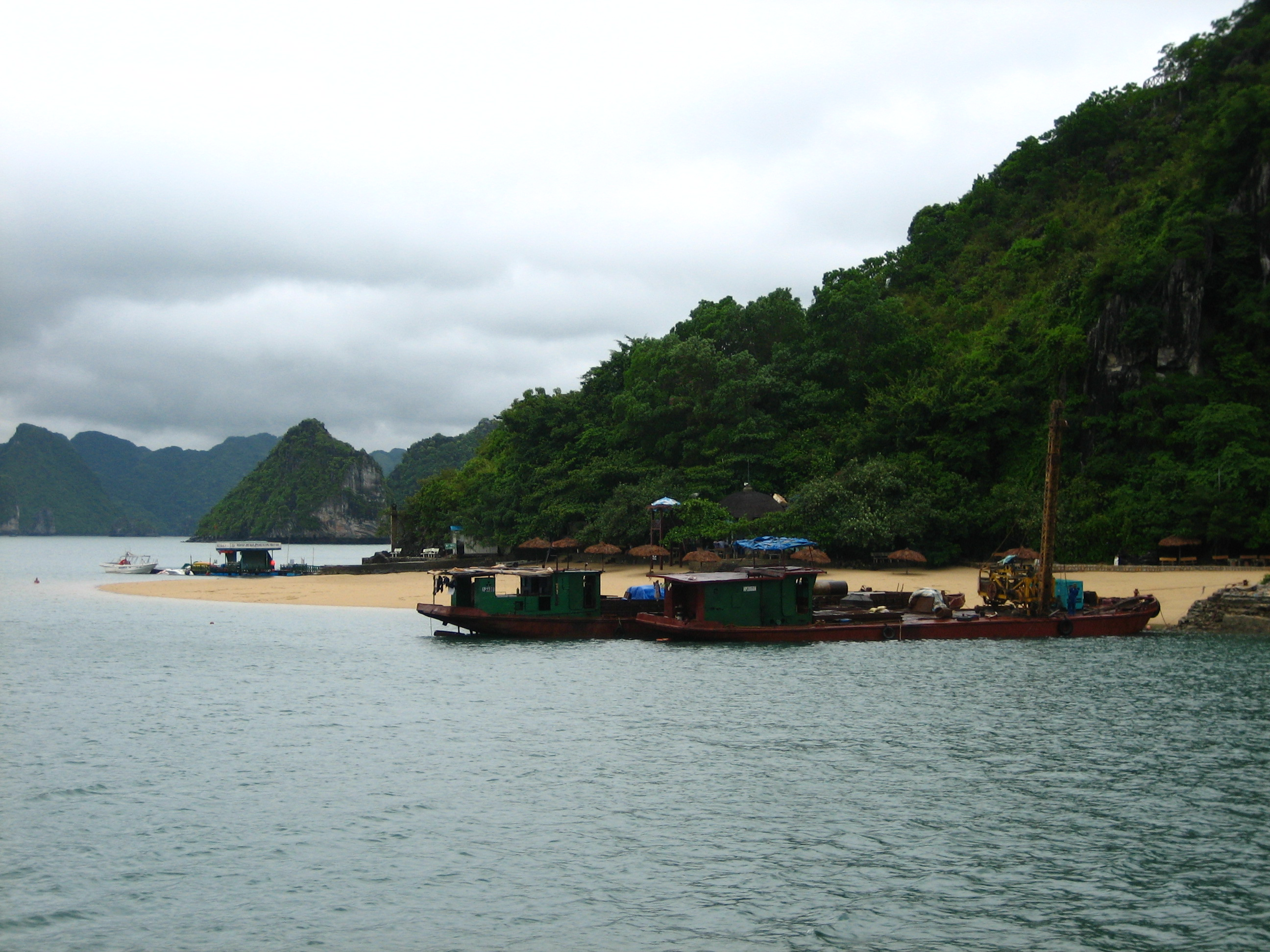
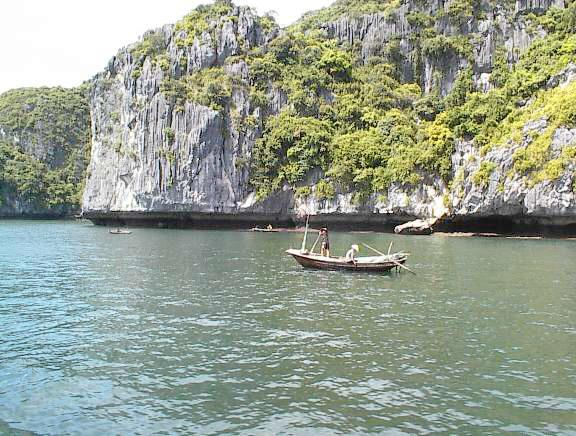

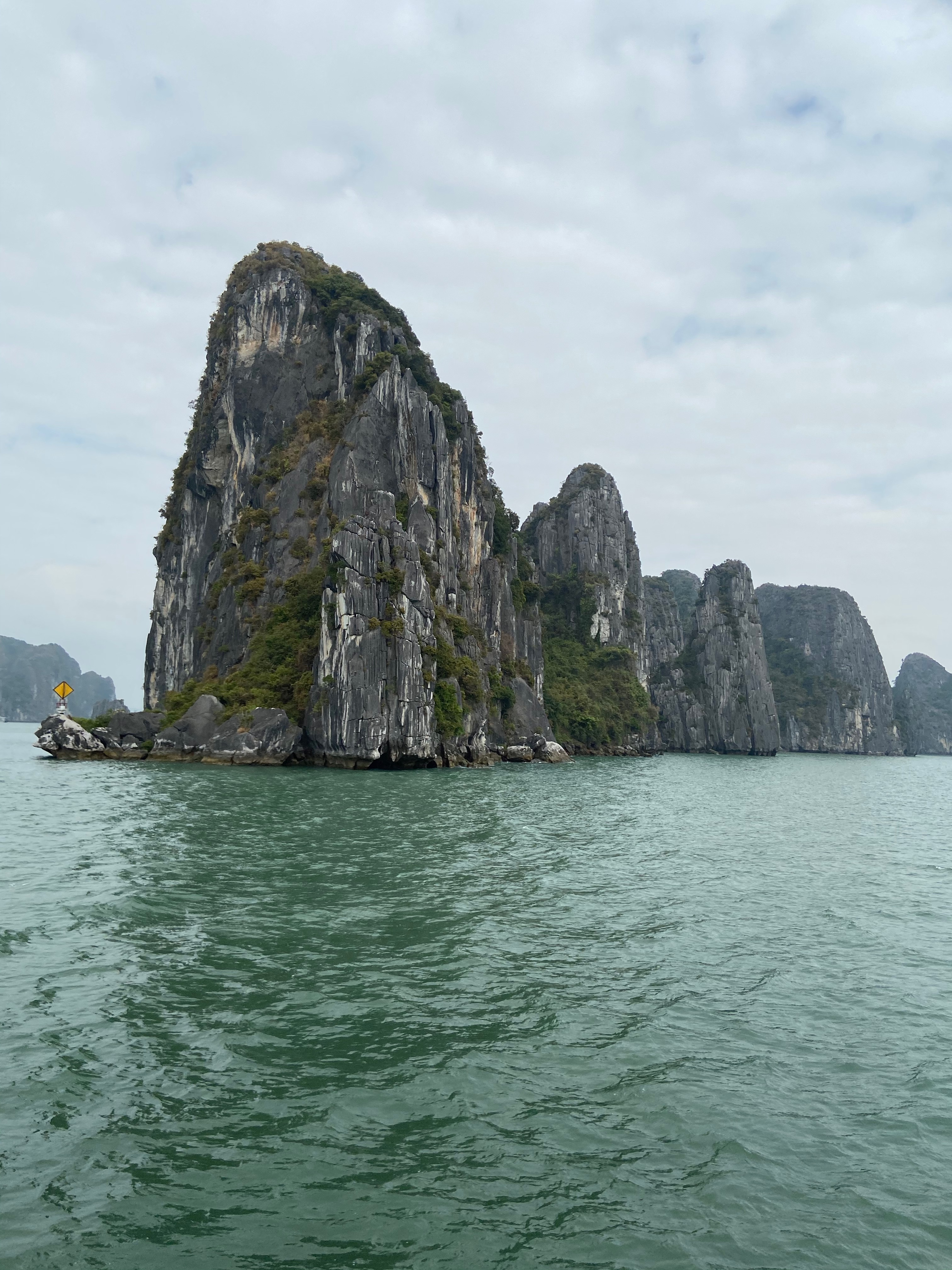
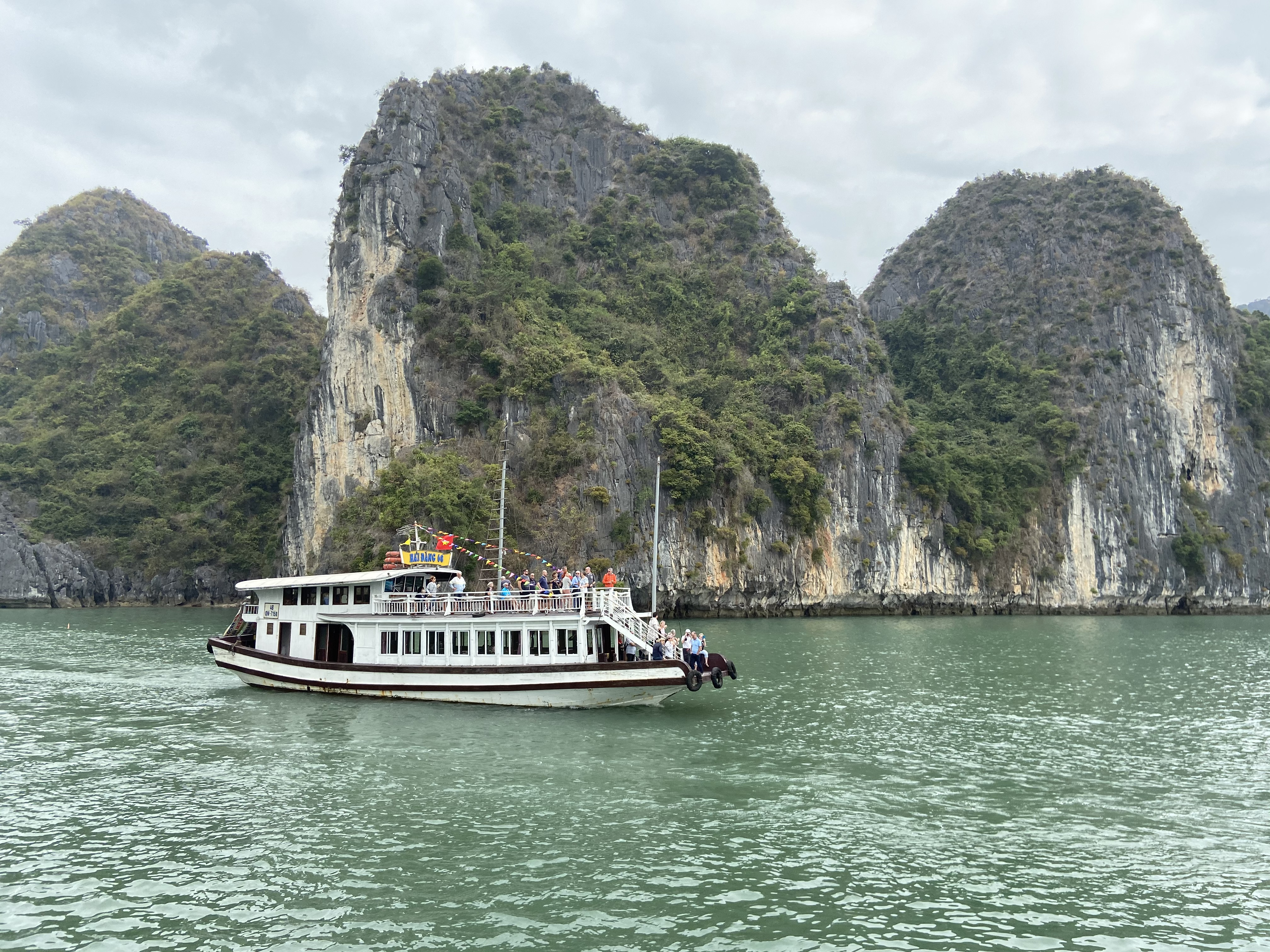
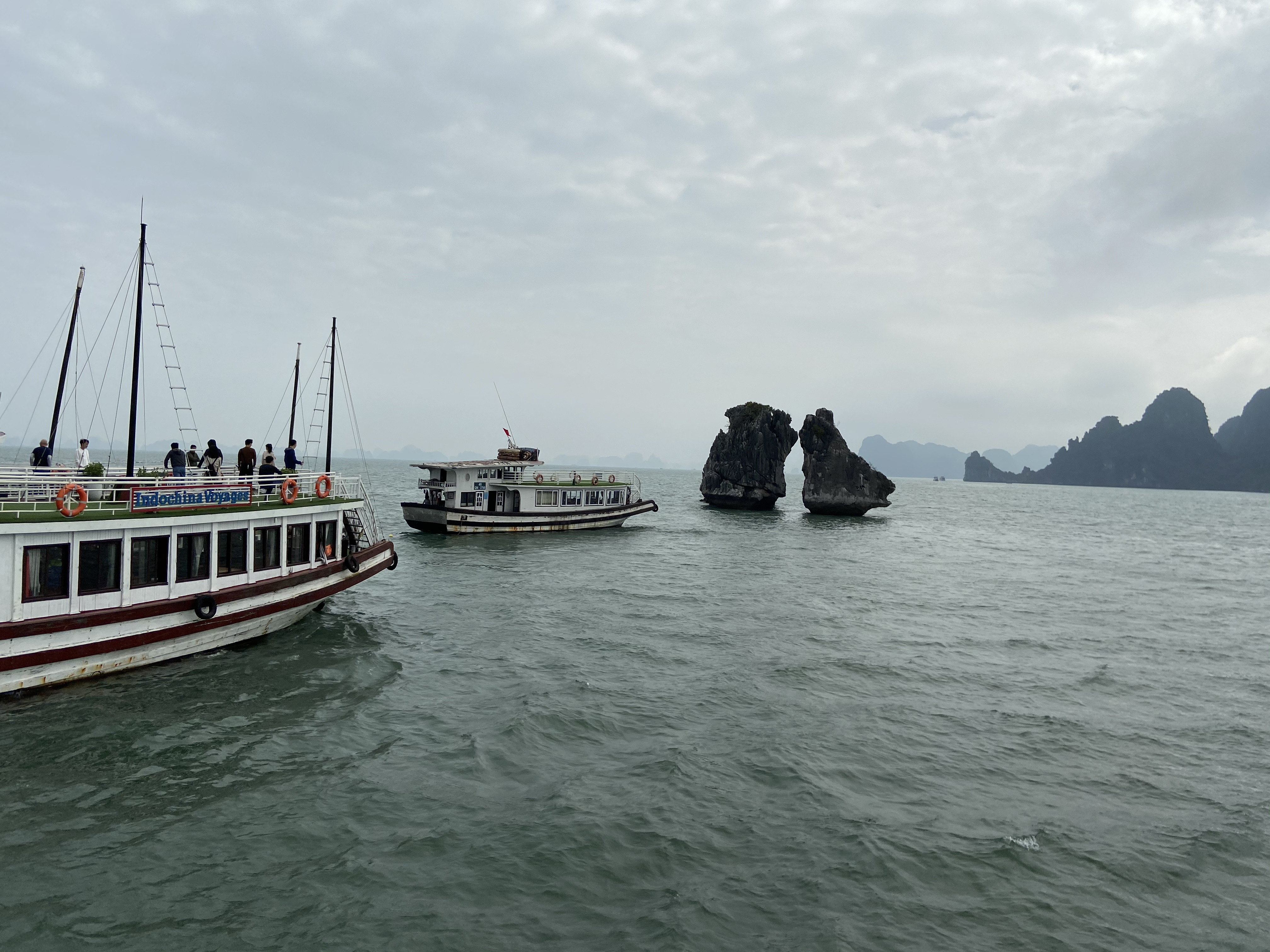
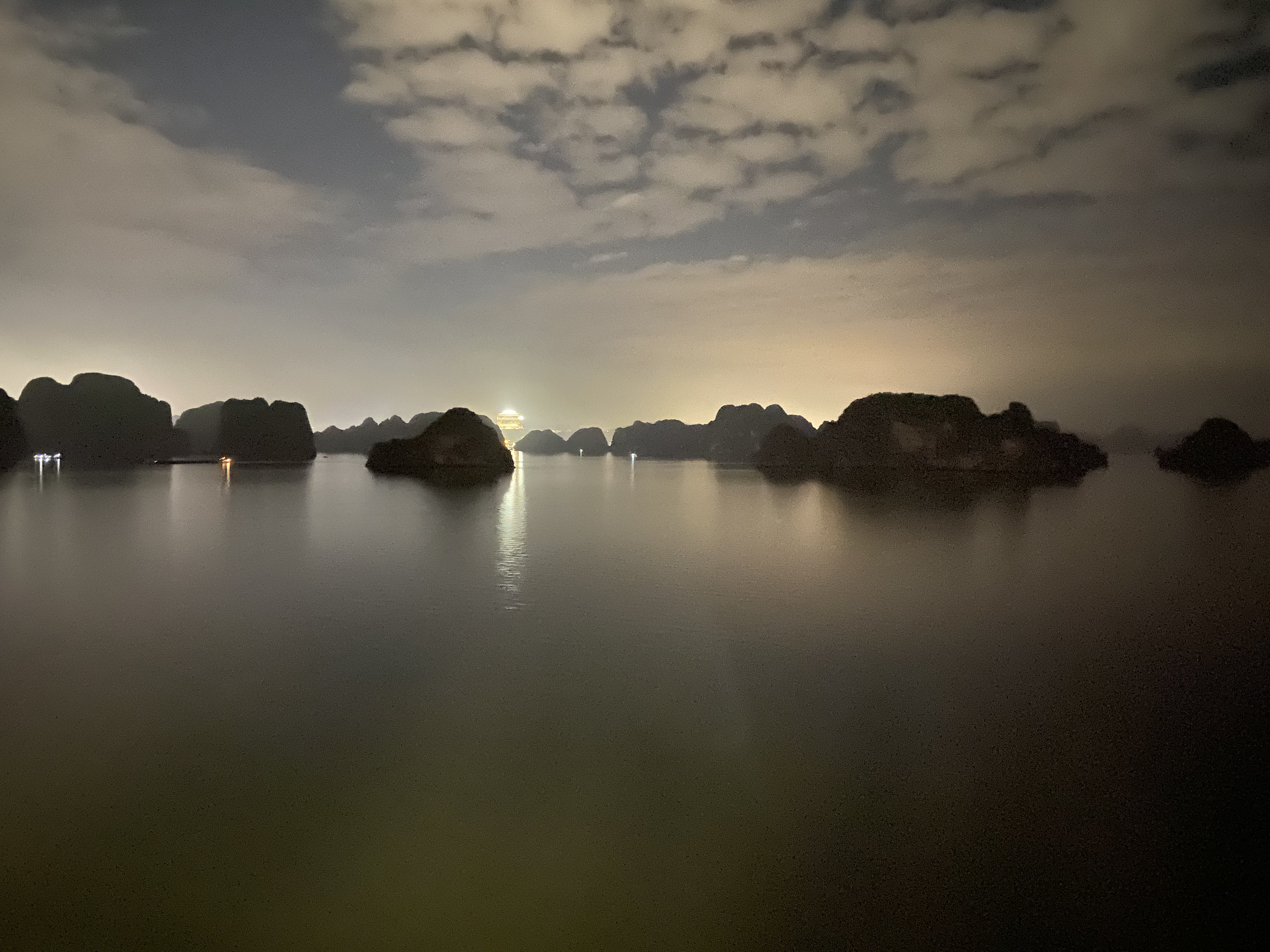
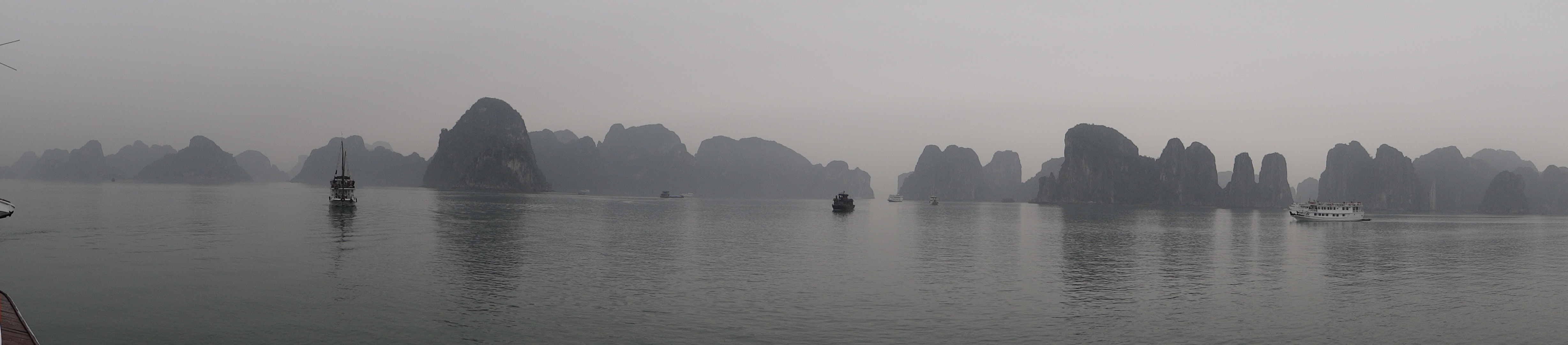
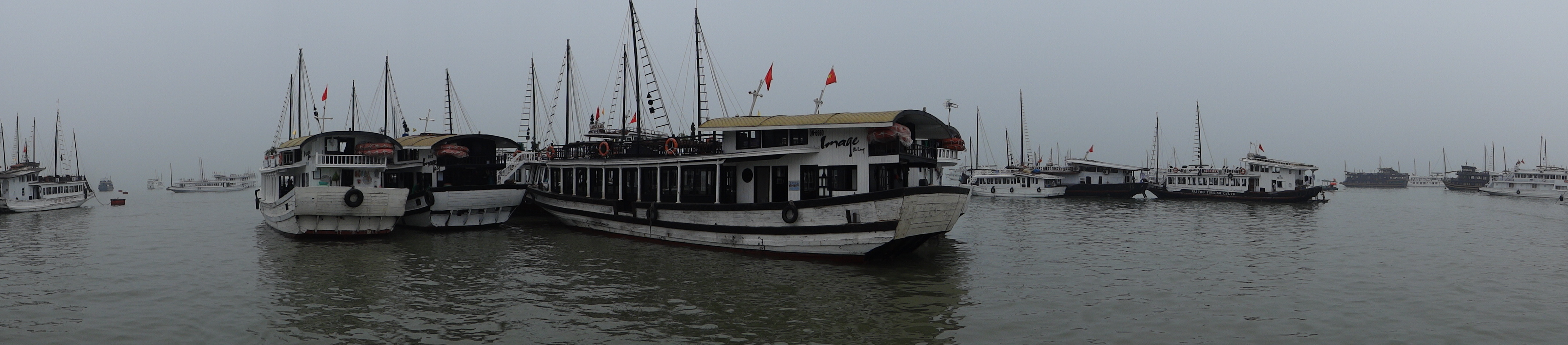
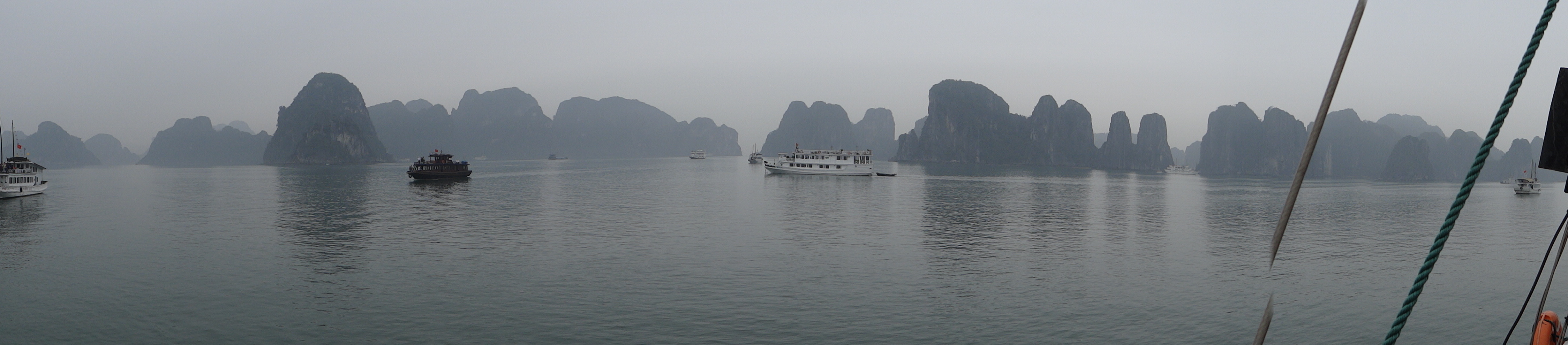
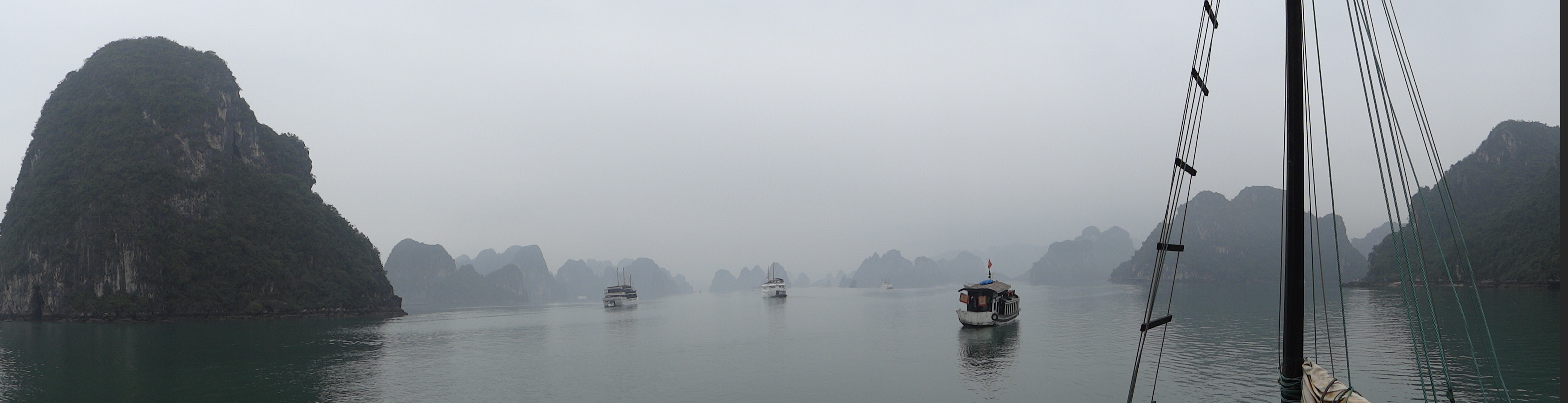
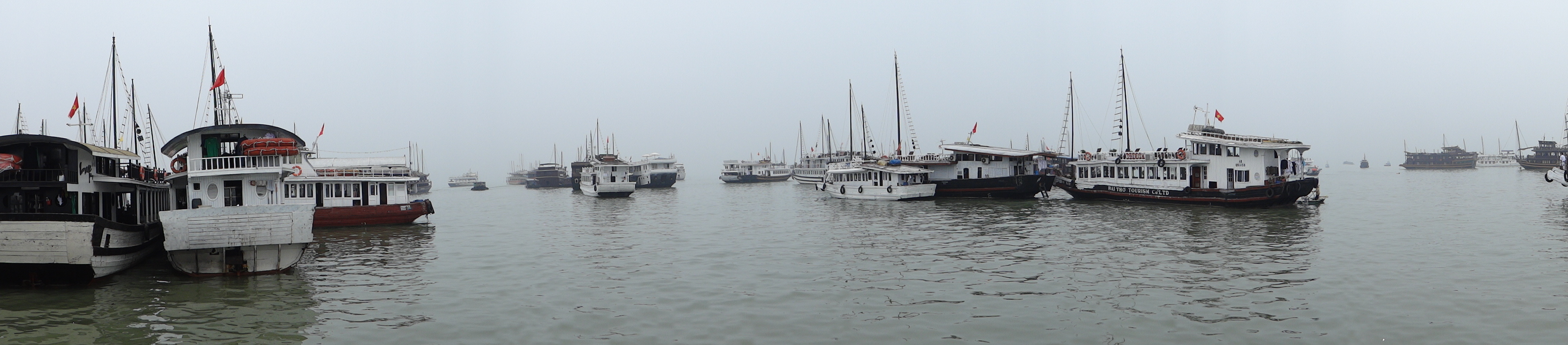
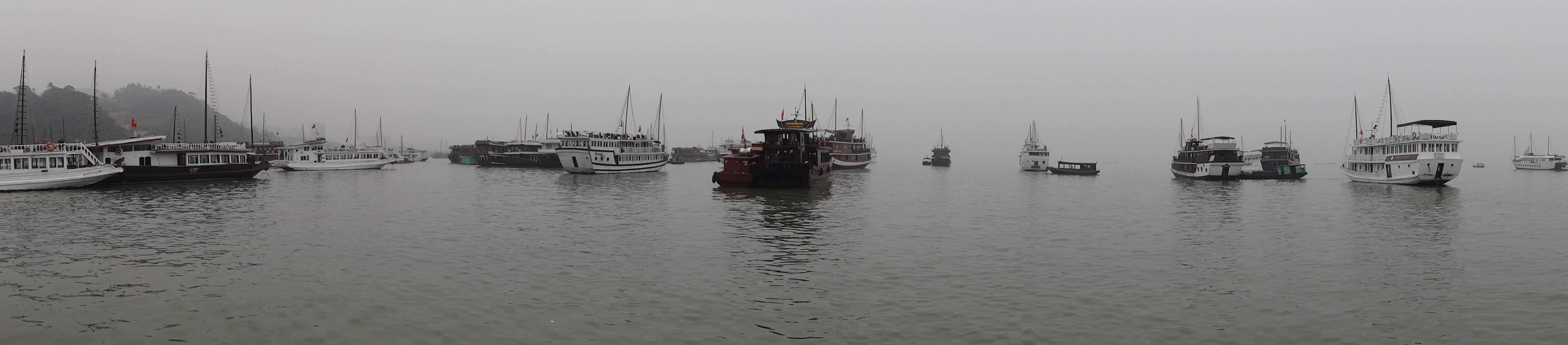
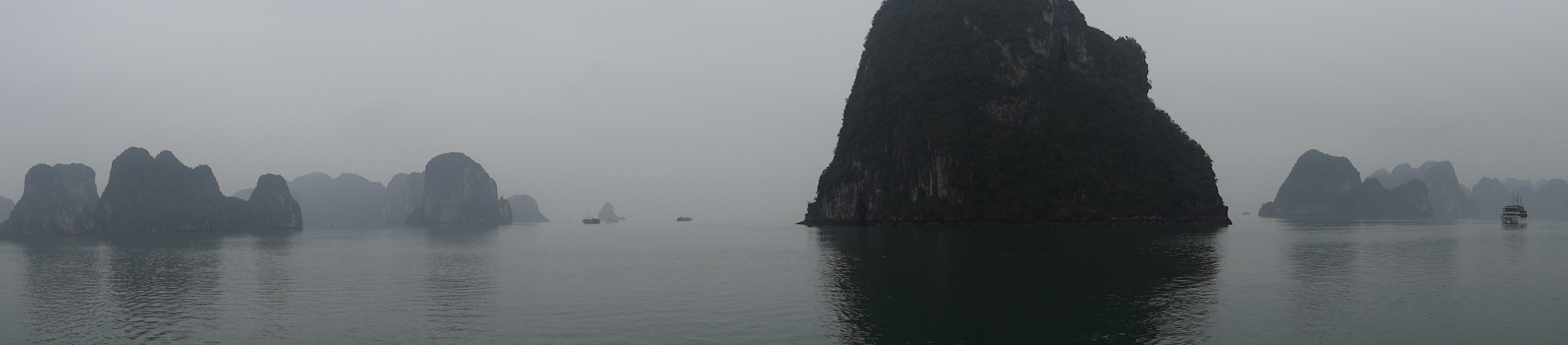
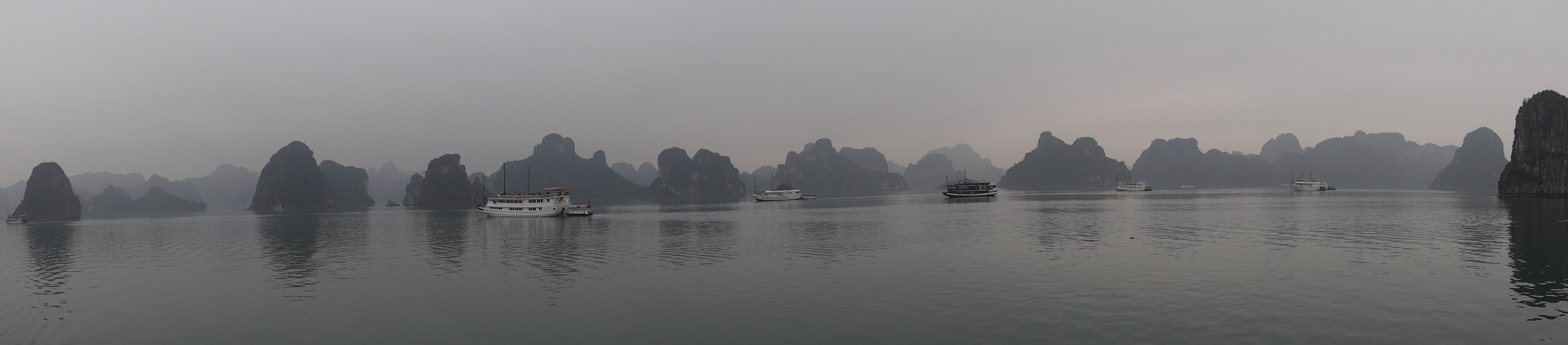
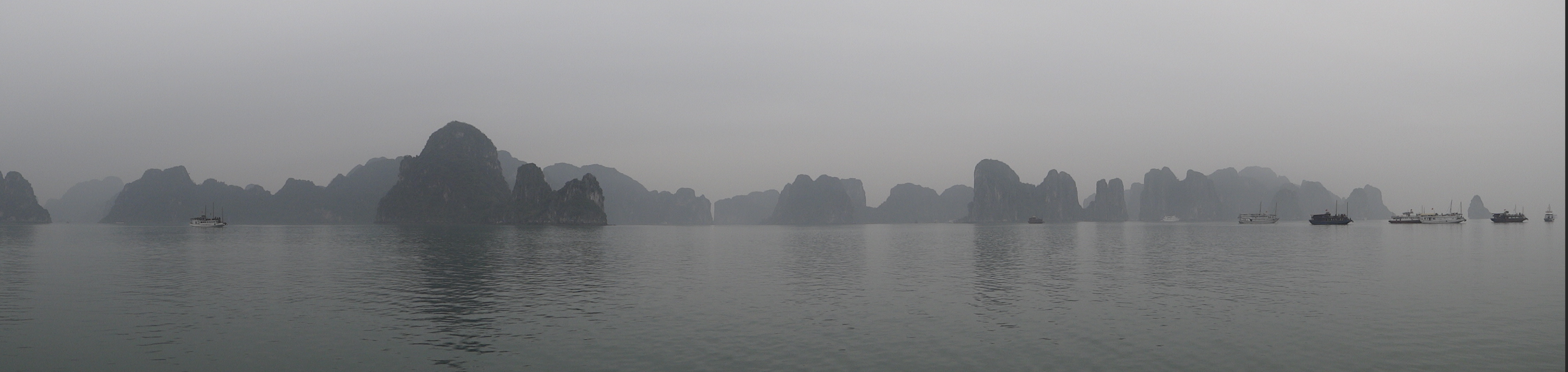